# Orvil A. Anderson

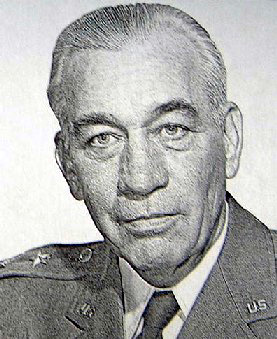
Anderson in den 40er Jahren

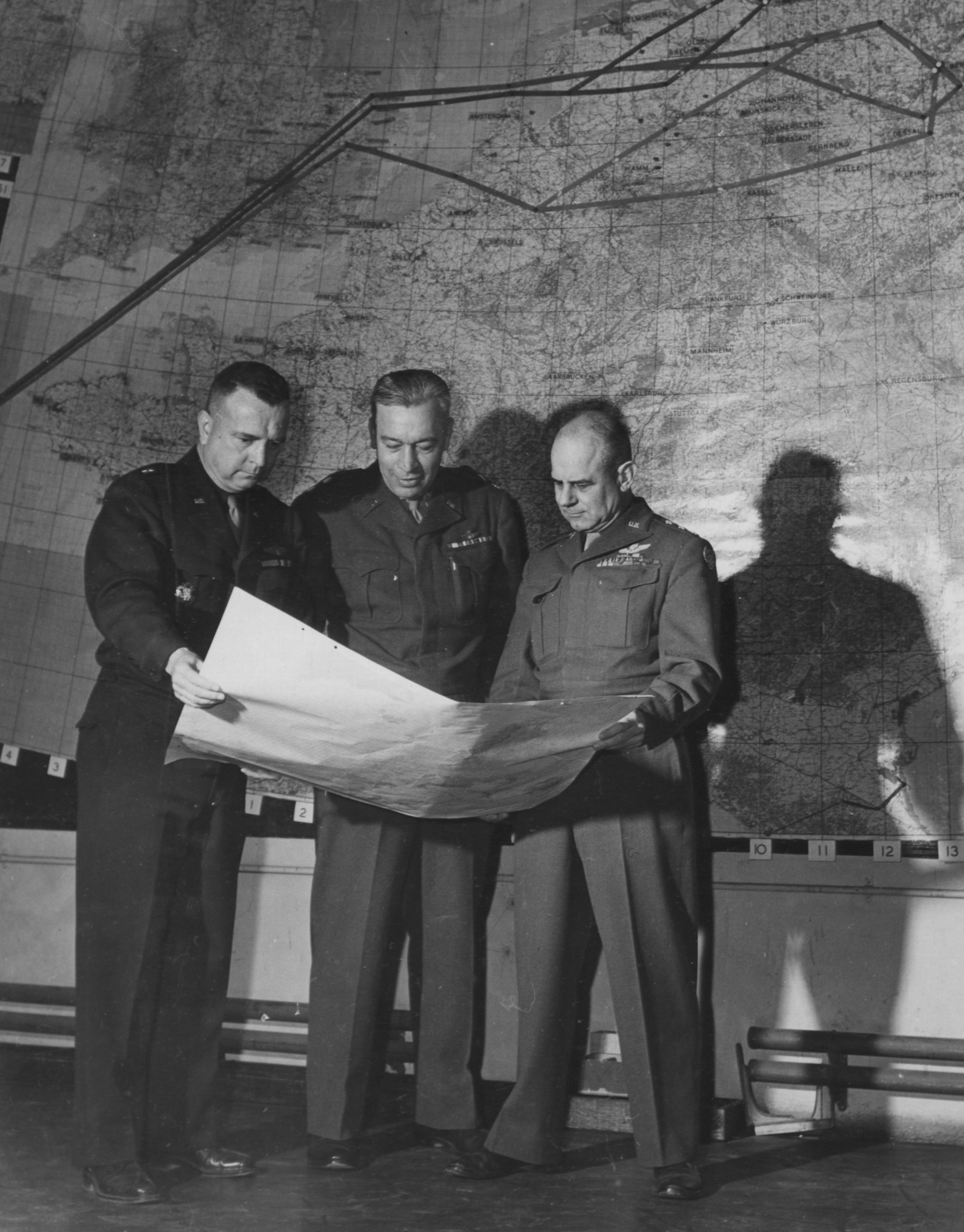
Anderson (m) mit Gen. Doolittle (r.), 1944 oder 45 in England

Orvil Arson (eigentlich Orson) Anderson (* 2. Mai 1895 in Springville, Utah; † 23. August 1965 auf der Maxwell Air Force Base, Alabama) war ein US-amerikanischer Luftwaffenoffizier, zuletzt Major General, Ballonpionier und Luftkriegstheoretiker.

## Leben
Anderson brach 1917 sein Studium an der Brigham Young University ab, um der Luftfahrtsektion des United States Army Signal Corps beizutreten. Er wurde zum Ballonbeobachter ausgebildet und erhielt 1918 sein Offizierspatent.
1922 war er Kopilot beim ersten transkontinentalen Luftschiffflug und erlangte in den 1930er Jahren Berühmtheit durch seine Flüge in den Ballons Explorer I 1934 und Explorer II 1935, bei deren letzterem er mit Albert William Stevens mit 72.395 Fuß (22.065 m) einen 22 Jahre haltenden Höhenweltrekord für Ballons aufstellte. Hierfür wurden er und Stevens mit der Mackay Trophy, der Harmon Trophy und der Hubbard Medal ausgezeichnet.
Von 1936 bis 1937 besuchte Anderson die Air Corps Tactical School und anschließend bis 1938 die Command and General Staff School. Nach einer kurzen Beschäftigung im Air Corps Board wurde er in die Air War Plans Division in Washington berufen. Hier arbeitete er unter Harold L. George an der Formulierung der Luftkriegsdoktrin der Army Air Forces für den Zweiten Weltkrieg mit, die in den Direktiven AWPD-1 und AWPD-42 ihren Ausdruck fand.
1943, nach Beginn der Combined Bomber Offensive der Alliierten, wurde Anderson zum Vorsitzenden des Combined Operational Planning Committee ernannt, das die Anstrengungen der Briten und Amerikaner koordinieren sollte. Anfang 1944 übernahm er zusätzlich den Posten des stellvertretenden kommandierenden Generals für Operationen der Eighth Air Force und plante in dieser Rolle unter anderem die Big Week.
Nach Kriegsende leitete Anderson das militärische Beratergremium für den United States Strategic Bombing Survey. Nach dessen Abschluss wurde er 1946 erster Kommandant des Air War College auf Maxwell Field. Bereits während des Krieges hatte er eine Studie verfasst, in der die „minimale Stärke der US-Luftstreitkräfte beim Ende der Kampfhandlungen in Europa“ als Gegengewicht zur numerischen Überlegenheit der sowjetischen Bodentruppen bestimmt werden sollte. Als Leiter des Air War College versuchte er, diese Ideen der Luftüberlegenheit als Garant für die Sicherheit der USA weiter zu fördern. 1950, kurz nach Ausbruch des Koreakrieges, wurde er von Luftwaffenchef Hoyt S. Vandenberg von seinem Posten abberufen, nachdem er der Presse gegenüber unvorsichtige Äußerungen über die Fähigkeit der Air Force, die Atommacht der Sowjetunion zu vernichten, getätigt haben soll. Er ging daraufhin in den Ruhestand.